# Omomyia regularis
Omomyia regularis is een vliegensoort uit de familie van de Richardiidae. De wetenschappelijke naam van de soort is voor het eerst geldig gepubliceerd in 1935 door Currn.